# اندیس چیروک
چیروک یک اندیس فلزی است که در حوالی شهر چیروک استان خراسان قرار دارد و مادهٔ معدنی موجود در آن، سرب و روی است.  